# Greg Sherman
Greg Sherman (* 30. März 1970 in Scranton, Pennsylvania) ist ein US-amerikanischer Eishockeyfunktionär.

## Karriere
Greg Sherman besuchte die University of San Diego, auf der er im Mai 1992 seinen Bachelor-Abschluss in Rechnungswesen erhielt. Er begann 1996 mit der Arbeit für das Franchise der Colorado Avalanche aus der National Hockey League, für das er von 2002 bis 2009 als Special Assistant General Manager angestellt war. In dieser Position war er für die Vertragsverhandlungen, Rechtsstreitigkeiten und die Einhaltung des Salary Cap zuständig. Des Weiteren lag in seinem Aufgabenbereich die Verwaltung aller finanziellen Verpflichtungen der Avalanche und ihres Farmteams, der Lake Erie Monsters aus der American Hockey League. Am 3. Juni 2009 wurde er nach der Entlassung seines Vorgesetzten François Giguère zum General Manager befördert. Neuer Assistant General Manager wurde Craig Billington.
Sherman wurde nach der Saison 2013/14 durch Joe Sakic ersetzt. Sakic, der diverse Franchise-Rekorde hält, wurde bereits 2011 in den Vorstand aufgenommen und traf bereits als geschäftsführender Vizepräsident die Mehrzahl an Personalentscheidungen. In der Folge übernahm Sakic das Amt des General Managers, wobei ihm Sherman fortan als Assistent zur Seite steht.